# En match med...
En match med... är en svensk sportdokumentärserie vars första säsong hade premiär den 16 juli 2023 på strömningstjänsten Viaplay och TV6. Första säsongen består av fyra avsnitt. Serien är baserad på Richard Henrikssons podcast Matchen.

## Handling
I serien blickar Viaplays programledare Richard Henriksson tillsammans med gäster tillbaka på fyra VM-klassiker från den svenska damfotbollshistorien. I serien görs nedslag från VM 2003, 2011, 2015 och 2019.

## Medverkande
- Richard Henriksson – programledare
- Victoria Sandell
- Lotta Schelin
- Lisa Dahlkvist
- Peter Gerhardsson